# Muzeum v přírodě Rymice
Muzeum v přírodě Rymice (dříve Soubor lidových staveb Rymice) je součást Muzea Kroměřížska. Nachází se v obci Rymice, která leží 5 km od Holešova. Ta z etnografického hlediska spadá do oblasti východní Hané. Cílem tohoto muzea tedy je shromažďovat, chránit, interpretovat a prezentovat tradiční hanáckou lidovou kulturu. V kontextu jiných muzeí v přírodě je toto zajímavé tím, že se skládá z objektů nacházejících se na svých původních místech. Jedinou výjimku z tohoto pravidla tvoří větrný mlýn přenesený z nedalekých Bořenovic. Většinu spravovaných objektů tvoří domy pomoravsko-panonského typu. K muzeu patří i renesanční tvrz a hospodářské a správní budovy v její blízkosti.

## Historie
Od 70. let minulého století byly postupně pod správou Muzea Kroměřížska vykupovány zdejší domy z přelomu 18. a 19. století.  Dělo se tak na základě předchozího vědeckého studia, které ukázalo potřebu tyto stavby zachránit. Tyto domy totiž dokládají již zaniklou lidovou architekturu Hané. Původní plán vytvořit z Rymic historickou rezervaci s omezením výstavby v historickém jádru se nezdařil, proto odbor kultury Okresního národního výboru v Kroměříži rozhodl o postupném vykupování nejhodnotnějších objektů. Po vykoupení probíhala jejich rekonstrukce snažící se o návrat k archaičtější podobě, kterou majitelé naopak v dřívějších dobách přebudovávali na modernější. Tyto rekonstrukce probíhaly s úmyslem vytvořit v rymických domech expozici seznamující s  bydlením na vesnici východní Hané - muzeum vesnice - v různých časových obdobích, především v době 2. poloviny 19. století a počátku 20. století. Původně byl v plánu také vznik zemědělského muzea v areálu tvrze a archeoparku, k jejich realizace ale nedošlo. Období budování muzea bylo neodmyslitelně spjato s etnologem Miroslavem Válkou, který v něm působil od r. 1975. Později se stal pedagogem Ústavu evropské etnologie Masarykovy univerzity v Brně.
První expoziční objekty se  veřejnosti otevřely v roce 1977. Součástí muzea v přírodě je také renesanční tvrz, která v 90. letech prošla rozsáhlou rekonstrukcí a od roku 2006 je částečně přístupná veřejnosti. Je možné navštívit zde v rámci prohlídkového okruhu expozice Brázdou času, Od kamenné sekerky k železné radlici a Obrázky z dějin Rymic. V blízkosti tvrze se nachází hospodářské a správní budovy, které byly v roce 2022 po rozsáhlé rekonstrukci otevřeny veřejnosti.

## Jednotlivé objekty
Muzeum v přírodě Rymice je tvořeno domy č. 6, 14, 62, 64, 65, 104, 114, hospodářským dvorem, větrným mlýnem a tvrzí. Všechny tyto budovy prošly v minulosti rekonstrukcí.
Domy tvořící expozici představují hanáckou variantu pomoravsko-panonského lidového domu. Znamená to, že jsou zděné, a hlavním stavebním materiálem, který byl na jejich stavbu použit, představuje hlína. Lidé je roubili ze dřeva pocházejícího z listnatých stromů, přičemž na tento dřevěný základ poté nanášeli hliněnou mazanici. Od 18. století tuto techniku v Rymicích vytlačovalo stavění z nepálených cihel. Od 60. let 19. století nastupuje jako stavební materiál pálená cihla a kámen.
Domy jsou obílené vápenným nátěrem se sazovou podrovnávkou. Jejich střechy jsou sedlového a valbového typu a pokrývají je došky. (To bylo v Rymicích běžné na většině domů ještě na přelomu 19. a 20. století.) Kvůli jejich snadné a rychlé hořlavosti lidé před svá obydlí sázeli stromy, především ovocné a lípy. Ty totiž měly velké koruny, které v případě požáru zachytávaly části poletující hořící slámy z došků, a tak bránily snadnějšímu rozšíření ohně.
Domy pomoravsko-panonského typu měly ustálenou vnitřní dispozici. Vcházelo se vstupní síní, ze které byla vlevo dostupná světnice a vpravo dolní komora. Domy chudých obyvatel měly jen jednu světnici, v obydlích bohatších se nacházely dvě. Pro oblast Hané je typická tzv. výška (horní komora, sýpka), což je zvýšené polopatro nad prostory dolní komory, které vytváří charakteristický zlom ve střešní konstrukci. Tento výškový rozdíl je dorovnán krytinou do podoby měkké vlny. Dolní komora sloužila k uchovávání věcí, které měl být po ruce, v horní komoře se skladovaly potraviny a nářadí, aby obojí bylo v suchu a v bezpečí. Pod dolní komoru malé sklepy na brambory. Od 2. poloviny 19. století se horní komora budovala i nad obytnou částí, čímž vzniklo celé polopatro a  výškový zlom vymizel. Začíná se také porušovat původní dispozice a jsou přistavovány kuchyně a další obytné místnosti.
Za domem se nacházela hospodářská část, která kolmo navazovala na obytnou. Zde se nacházely chlévy, stáje a kůlny, v některých případech i výminky. Portál, kterým se vcházelo a vjíždělo na takový dvůr, byl zaklenutý.

### Místní část Hejnice
Hejnice se nazývá část Rymic, která vznikla na konci 18. století na místě bývalé panské hájovny, podle níž dostala i jméno. Dříve zde bývali drobní zemědělci, tzv. domkaři. Nachází se zde nejstarší datované domy v obci. Půdorys této místní části odpovídá letům 1773-1800. V roce 1995 byla prohlášena vesnickou památkovou rezervací.

#### Dům č. 64 - Vymětalovo
Jedná se o dům chudšího domkaře. Vchází se do vstupní síně, vpravo se nachází komora a vlevo světnice. Podlaha v ní je hliněná. Ze světnice je vyčleněn prostor pro rekonstruovanou černou kuchyň, jejíž existence se zde předpokládá. Trám ve světnici nese dataci 1817. Součástí domu je i místnost, která dříve sloužila jako chlév. Interiér odpovídá přelomu 19. a 20. století.

#### Větrný mlýn

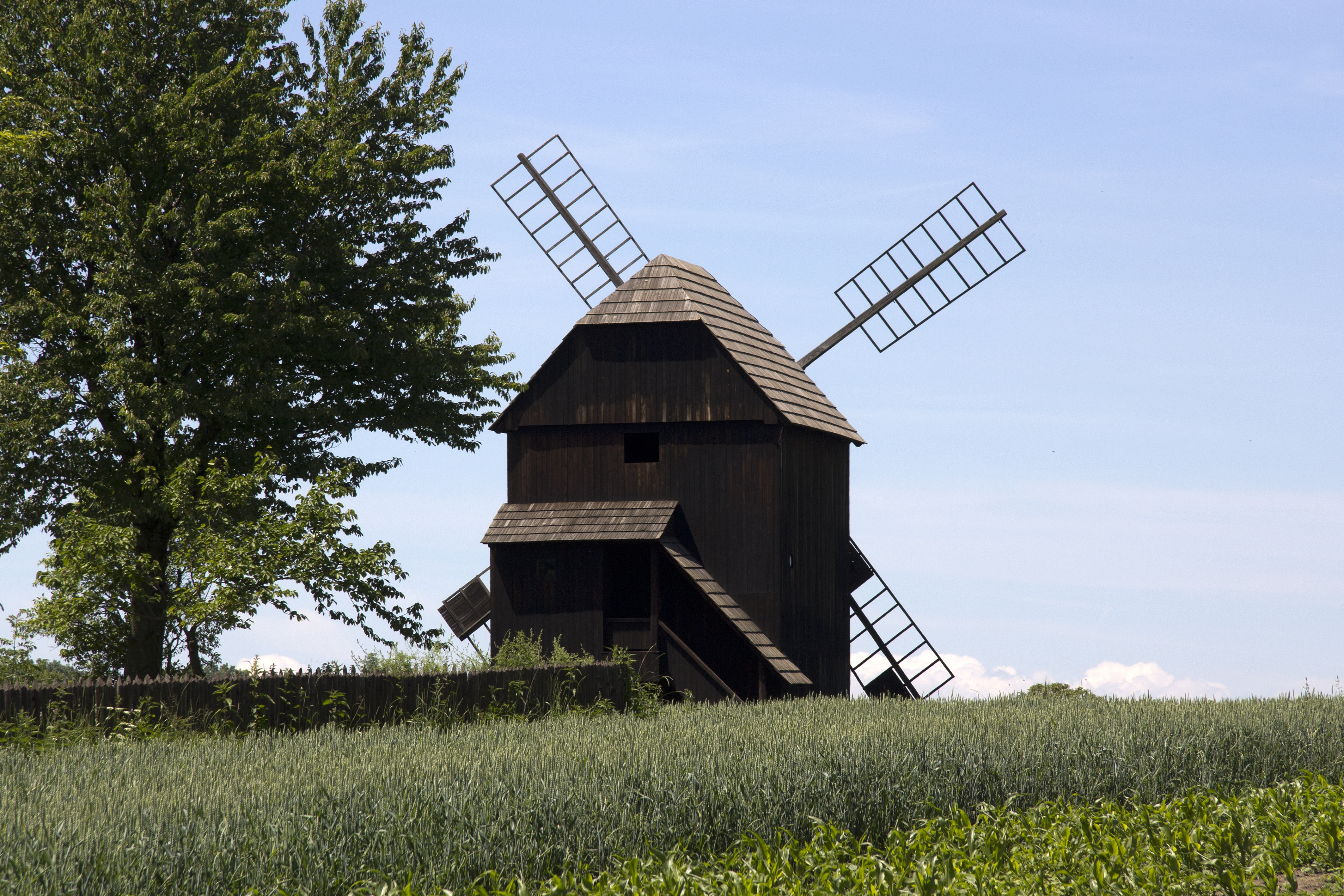
Větrný mlýn Rymice

Mlýn nacházející se na Hejnici za domem č. p. 64 stával původně v Bořenovicích. Postaven byl v roce 1795 Františkem Hlobilem. Roku 1891 však budovu mlýna převrhla vichřice a bylo nutné stavbu zase pracně opravit, aby mohla sloužit svému účelu. Od konce 19. století však větrné mlýny přestávaly stačit mlýnům s turbínami, a tak roku 1932 požádal tehdejší mlynář František Sklenář o zrušení své živnosti a povolení ke zbourání mlýna. Protože k tomuto nedostal svolení, pokračoval ve svém mlynářském řemesle dál. Ve mlýně se mlelo naposled za 2. světové války, potom velmi zchátral. Když se další majitel chtěl trosek mlýna zbavit, nabídlo Muzeum Kroměřížska řešení v podobě jejich odvozu. V roce 1977 byly tedy pozůstatky bořenovického mlýna rozebrány a převezeny do Rymic. Zde proběhla natolik rozsáhlá rekonstrukce, že už se jedná spíše o repliku původní stavby s použitím několika původních dílů. I když už se pak ve mlýně nemlelo, měl v té době být opraven do funkčního stavu. V Rymicích se také nacházel mlýn, ale zanikl v roce 1925.
Původně bořenovický mlýn se označuje jako německého (nebo také moravského, sloupového, beraního, kozlečího, samčího) typu. To znamená, že je postavený ze dřeva a celá budova se dá natáčet podle směru větru. Přízemí takového mlýna se říká podemlýní, nad ním je mlýnice a nahoře, kam se vynášely pytle s obilím, zanáška. V mlýnici se nachází i malá místnost, tzv. šalanda, ve které mohl mlynář odpočívat nebo kde mleči čekali na své obilí. Tento mlýn má čtvercový půdorys o stranách velikosti 5,8 m a jeho výška dosahuje 11 m. Roztočené perutě by vytvořily kružnici o průměru 14,8 m. Plocha jedné perutě dosahuje 6,5 m2. Průměr palečného kola odpovídá 3,3 m. Průměr mlecích kamenů je 1,2 m, jejich výška 20 a 17 cm.

#### Dům č. 62 - Potůčkovo

Dům č. 62 - Potůčkovo

Dům č. 62 představuje další domkařskou usedlost. Vnitřně je členěn na síň, kuchyň, jizbu a komoru. Datován je do roku 1817. Interiér odpovídá době okolo 1. světové války. Ze dvora je přístupný výminek a chlévy. V jednom z nich jsou vystaveny staré pračky. Dům byl zpřístupněn v roce 1993.

#### Dům č. 65 - Symerských (včelí dům)

Dům č. 65 - Symerských

Zde v minulosti bydlel chudší zemědělec. Datace na trámu v jizbě udává letopočet 1815, roubené stěny jizby a komory však pochází z roku 1781. Dům dříve sloužil k bydlení zaměstnancům Muzea Kroměřížska. Obnovou prošel v letech 1971-1974. Tehdy byly odstraněny hospodářské budovy, které na dům navazovaly v pravém úhlu. V ohradní zdi této usedlosti se nachází asi 3m² stěny z ohrožené zídky ve Stříbrnicích, které dokládají hliněné zdivo válkové techniky.

#### Dům č. 104 - bývalá panská kovárna
Poblíž Hejnice se nachází dům, který v minulosti sloužil jako panská kovárna místnímu velkostatku. Její výhodou bylo, že stála u silnice Holešov-Přerov. Jako kovárna přestal dům sloužit na konci 18. století. Z této doby pochází datace 1797 na trámu v jizbě. Ta společně se síní a komorou tvoří původní jádro domu, který byl během 19. století rozšířen o obytné a hospodářské budovy. Na konci 60. let 20. století odkoupil dům od poslední majitelky Marie Sedlářové Odbor kultury Okresního národního výboru v Kroměříži. Ten ji předal do správy Muzeu Kroměřížska. V letech 1975-1977 zde probíhaly stavební práce, které změnily charakter i vnitřní dispozici domu. Objekt poté sloužil jako knihovna. Další stavební úpravy probíhaly v letech 1998-2001. V současnosti dům poskytuje zázemí muzejním pracovníkům.

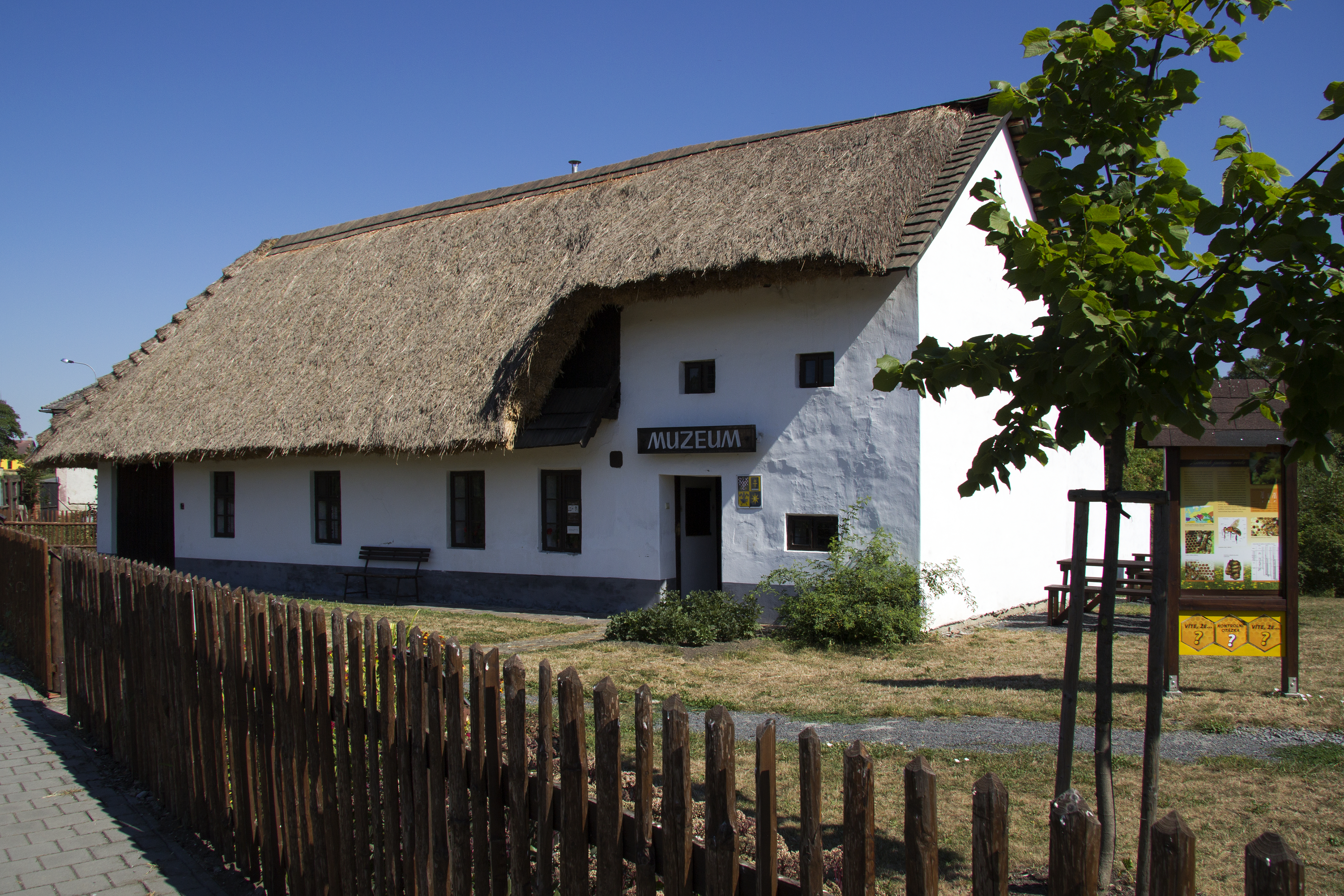
Dům č. 104 - bývalá panská kovárna

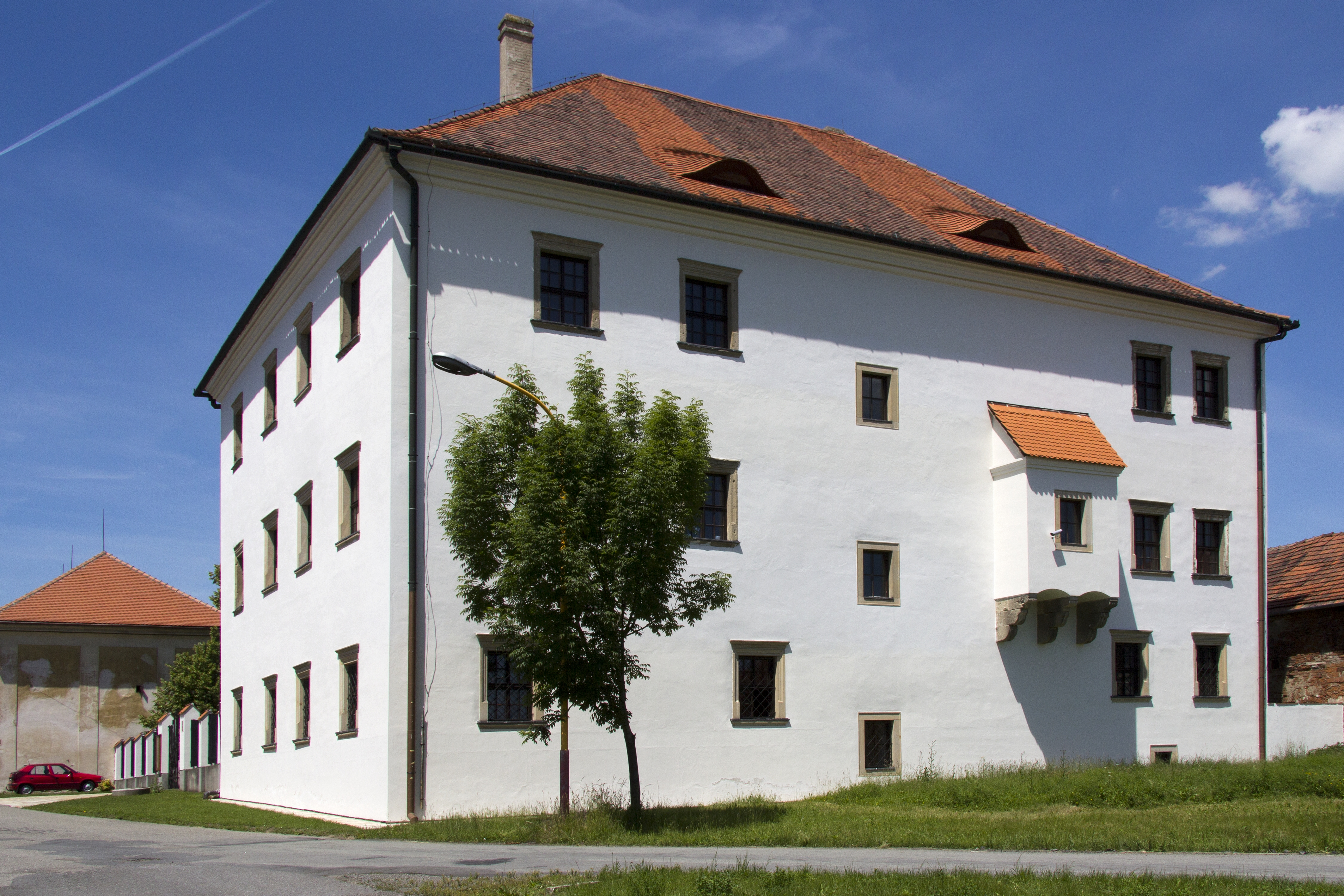
Tvrz Rymice

### Tvrz
O rymické tvrzi pojednává tato samostatná stránka.

### Náves
Na rymické návsi se nachází původní domy z 18. a 19. století prezentující způsob života tehdejších obyvatel přímo v zástavbě mezi doby novějšími.

##### Dům č. 6 - sedlárna
Dům č. 6. je postaven z nepálených cihel a představuje obydlí venkovského řemeslníka a drobného zemědělce. Nápis na trámu v jizbě vznik této stavby datuje do roku 1789. Dům je členěn na síň, komoru, kuchyň a jizbu. Kuchyň v minulosti sloužila jako sedlářská dílna, protože sedlářství bylo ve zdejší úrodné oblasti rozšířeným řemeslem. Protože se zde nedochovalo původní otopné zařízení, nachází se v jizbě rekonstrukce cihlového sporáku s kachlovými kamny. K domu dříve náležela i stodola a chlév. Rekonstrukce domu č. 6 proběhla v letech 1971-1973, v roce 1977 byl zpřístupněn veřejnosti. Expozice v bývalé kuchyni přibližuje sedlářkou dílnu. Protože se původní nářadí nedochovalo, dotváří atmosféru nástroje ze sedlářských dílen z okolí.

#### Dům č. 116 - obecní kovárna

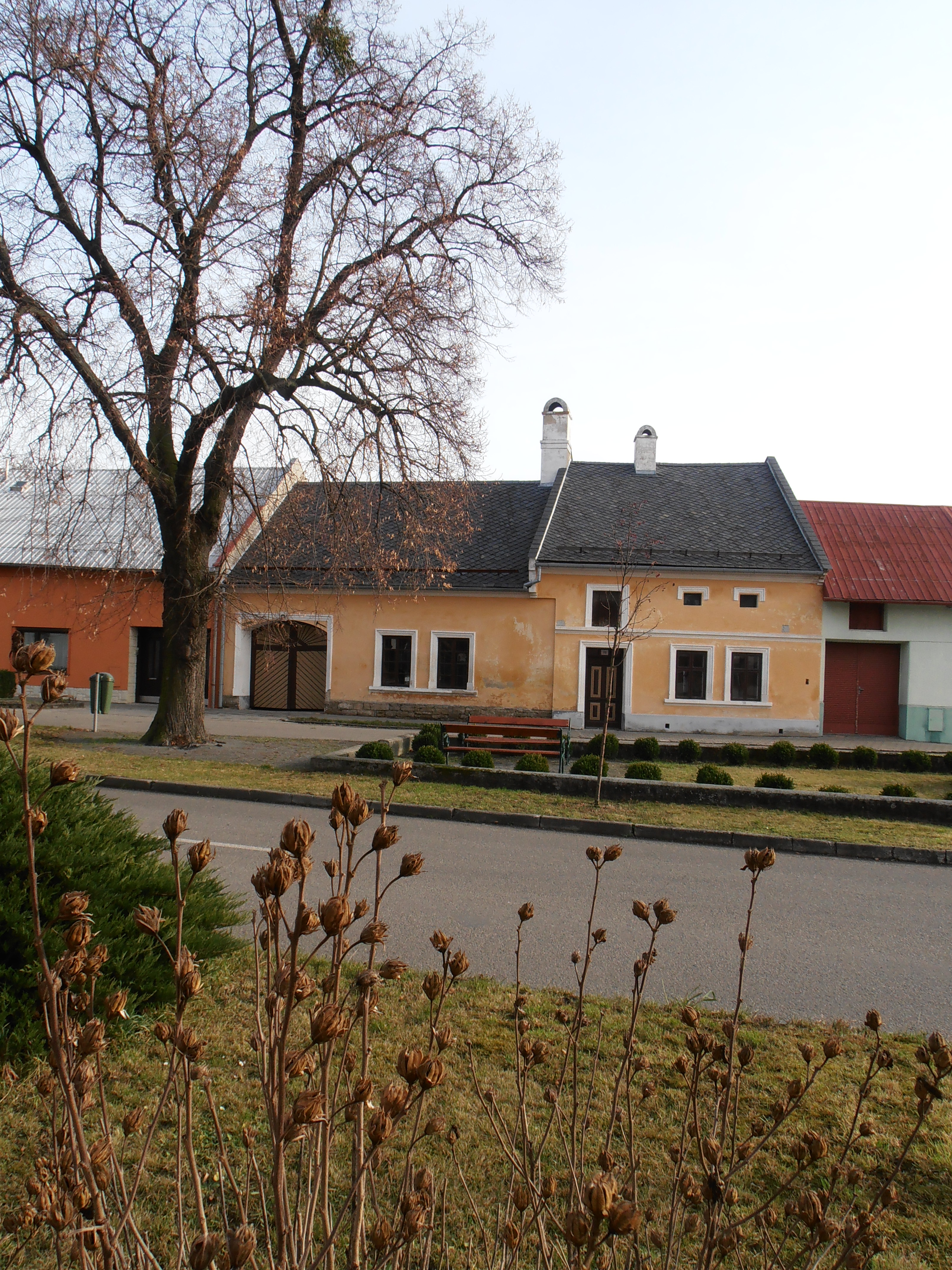
Dům č. 116 - obecní kovárna

Nejmladší ze staveb patřících k muzeu a nacházejících se na návsi je kovárna. Pochází z poslední čtvrtiny 19. století, stojí ale na starších základech. Skládá se ze dvou částí – obytné vzniklé před r. 1830 a samotné kovárny pocházející z doby okolo r. 1870. Tyto části byly sjednoceny fasádou s poloměstskými architektonickými prvky. Obytný dům je postaven z pálených i nepálených cihel, kovárna z lomového kamene. Střechu pokrývá z protipožárních důvodů břidlice. Do samotné kovárny se vchází průjezdem. Uvnitř se nachází podlaha z udusané hlíny. Dominantou prostoru kovárny je velká kamenná výheň, nachází se zde i kožený měch, kovadlina, ruční vrtačka a různé kovářské nářadí. Na dvoře se dochoval speciální přístřešek, pod kterým se kovali volové. V letech 1975-1978 byly obytné prostory náležící ke kovárně (kuchyň a jizba) rekonstruována pro potřeby tehdejšího bydlení. V roce 1978 byla oprava kovárny dokončena a od té doby je přístupná veřejnosti.

#### Dům č. 14 - Gajovo

Dům č. 14 - Gajovo

Na návsi poblíž kostela se nachází dům č. p. 14 nazvaný podle příjmení posledních majitelů Gajovo. Dům je připomínán už v roce 1757, kdy ho vlastnil Šebestián Pilgřim. Postaven byl z nepálených cihel a respektoval tradiční trojdílnou dispozici. Podle prostornosti světnice se soudí, že zde mohl v minulosti stávat tkalcovský stav. Ke světnici byla v 19. století přistavěna kuchyň, na jejíž výstavbu už byly použity cihly pálené. Na dům kolmo navazují chlévy, za nimi stával výminek a na konci humen zahrada. Obnovné práce na Gajovém probíhaly v letech 1969-1971. Muzeu Kroměřížska dům náležel od roku 1986, ovšem až do roku 1991 zde dožíval původní majitel pan Gaja.
Hospodářský dvůr čp. 2 – pokladna a sídlo průvodce
V tomto objektu, jenž těsně sousedí s tvrzí, je pro návštěvníky umístěna pokladna se sociálním zázemím. Nelze přehlédnout expozici Od kvásku ke klásku zaměřenou na činnosti související s výrobou chleba, významného pokrmu našich předků. Návštěvníci v pokladně naleznou různé upomínkové předměty, tiskoviny a také občerstvení.

## Pravidelné akce
Muzeum pro veřejnost každoročně pořádá různé akce, jako jsou např. Velikonoce a Vánoce v muzeu v přírodě. Tyto programy probíhají přímo v chalupách nebo na tvrzi. Dále organizuje Den řemesel, při kterém jsou jednotlivé expoziční domy obsazeny různými řemeslníky spjatými s tradiční lidovou kulturou. Školám a školkám nabízí muzeum lektorské programy pro školky a školy zaměřené na včelařství a bylinkářství.